# Alexander Genrichowitsch Borodjuk
Alexander Genrichowitsch „Sascha“ Borodjuk (russisch Александр Генрихович Бородюк, englisch Aleksandr Genrikhovich Borodyuk; * 30. November 1962 in Woronesch) ist ein ehemaliger russischer Fußballspieler und nunmehriger -trainer. Er spielte für die Auswahlmannschaften der Sowjetunion und Russlands, mit denen er zwei Weltmeisterschaften teilnahm. Zudem wurde er 1988 Olympiasieger mit der Auswahl der Sowjetunion.

## Karriere

### Als Spieler

#### Verein
Borodjuk begann seine Laufbahn 17-jährig beim Zweitligisten Fakel Woronesch, nach einer weiteren kurzen Station bei Dynamo Wologda kam er 1982 zum sowjetischen Hauptstadtclub Dynamo. Borodjuk gewann mit Dynamo 1984 den sowjetischen Pokal, er entwickelte sich in der zweiten Hälfte der 1980er Jahre zum Topstürmer der sowjetischen Liga, so dass westeuropäische Vereine auf ihn aufmerksam wurden. 
Borodjuk wechselte 1989 zum FC Schalke 04, zunächst in der 2. Liga, wo er in 61 Spielen 29 Tore erzielte. Er war damit der erste russische Spieler, der in die Bundesliga wechselte. Nach dem Wiederaufstieg in die Bundesliga absolvierte er dort bis 1994 insgesamt 63 Spiele (12 Tore). 
In der Saison 1993/1994 wechselte Borodjuk zum SC Freiburg, für die er 20 Partien als Mittelfeldspieler bestritt. Sein letztes Fußballjahr in Deutschland erlebte er, wiederum als Stürmer, in der Saison 1995/1996 bei Hannover 96, bevor er zurück nach Russland zu Lok Moskau ging. 1997 gewann er dort den russischen Pokal, 1999 spielte er ein Jahr für Torpedo-SIL Moskau, um 2000 seine Karriere bei Krylja Sowetow Samara ausklingen zu lassen.

#### Nationalmannschaft
Für die Sowjetunion nahm er 1990 an der Fußball-Weltmeisterschaft teil (1 Spiel/0 Tore), ebenso für Russland bei der WM '94 (2 Spiele/0 Tore).

### Als Trainer
Seit 2001 arbeitete Borodjuk als Trainer in seiner Heimat; zuerst bis 2002 als Assistent bei Krylja Sowetow Samara und danach als Verbandstrainer seiner Heimat. Zuerst war er von 2002 bis 2005 Co-Trainer der russischen Nationalelf, als nach der Nichtqualifikation zur Weltmeisterschaft 2006 der bisherige Cheftrainer Sjomin entlassen wurde, übernahm er übergangsweise bis zum Beginn des Engagements des designierten Nachfolgers Guus Hiddink das Amt des russischen Nationaltrainers und wurde gleichzeitig regulärer U-21-Coach Russlands. Anfang 2007 wechselte er vom U-21-Posten wieder auf den Co-Trainerposten der A-Auswahl. Ab Januar 2016 trainierte er den FK Qairat Almaty aus Kasachstan, der zu den erfolgreichsten Vereinen der Premjer-Liga zählt. Bereits nach drei Spielen entließ der Verein Borodjuk wieder.
Zur Saison 2020/21 wurde er Trainer des österreichischen Zweitligisten SV Horn. Nach nur einem Monat und drei Spielen als Trainer verließ er Horn im September 2020, um wieder Nationaltrainer zu werden.